# 松島潤平
松島 潤平（まつしま じゅんぺい、1979年11月2日 - ）は、日本の建築家。松島潤平建築設計事務所主宰。

## 概要
- 住宅、保育園、オフィス・店舗のインテリア等の設計を行うほか、建築・都市・アート等への様々な批評、文章を執筆している。
- 学生時代から続く日記が人気である。

## 略歴
- 1979年 長野県生まれ
- 2003年 東京工業大学工学部建築学科卒業
- 2005年 東京工業大学大学院理工学研究科建築学専攻修士課程仙田満研究室修了
- 2005−2011年 隈研吾建築都市設計事務所勤務
- 2011年 松島潤平建築設計事務所設立
- 2012年− 東京工業大学大学院理工学研究科建築学専攻博士課程安田幸一研究室在籍

## 主な作品
- 2015年 Triton（住宅）
- 2015年 Umarły Teatr（タデウシュ・カントル生誕100周年記念展『死の劇場 カントルへのオマージュ』展示構成）
- 2015年 Text（住宅改修）
- 2015年 Dr. Vranjes JAPAN HQ（オフィス）
- 2014年 育良保育園（保育所）
- 2014年 Le MISTRAL（店舗）
- 2013年 漂流郵便局「漂流私書箱」（美術作品、設計協力[1]）
- 2013年 Cuttlebone（展覧会会場構成）
- 2013年 Morpho（オフィス）
- 2013年 Qilin（住宅）

## 展覧会
- 2015年 松島潤平個展 PRISM@IC PRISMIC（プリズミックギャラリー）

## 受賞
- 2016年『2016年日本建築学会作品選集新人賞』受賞（「育良保育園」）
- 2015年『2015年度グッドデザイン賞』受賞（「Le MISTRAL」）
- 2015年『JCD Design Award 2015』Best100（「Le MISTRAL」）
- 2014年『第2回 大東建託 賃貸住宅コンペ 「新たな『賃貸住宅』を考える」』学生特別賞受賞
- 2013年『第1回 大東建託 賃貸住宅コンペ 「風景をつくる賃貸住宅」』入選
- 2005年『大岡山建築賞（修士制作）』受賞
- 2003年『第1回(株)丸山工務所学生建築設計コンペ「遊び人の家」』最優秀賞受賞（伊庭野大輔、藤井亮介と協同）
- 2003年『大岡山建築賞（卒業制作）』受賞
- 2002年『Adidas foosball table design contest』 グランプリ受賞
- 2002年『第21回総合報道賞2002ビジュアルデザインコンペ』 特別賞受賞

## 活動
- 2012年−　稲葉大明、軍司匡寛、森下征治とともにUSTREAMマンガ談義チャンネル『MANDAN』を主宰、配信。
- 2010年−　TEAM ROUNDABOUTで現代アート専門メディア：『ARTit』と協同し、webマガジン『ART and ARCHITECTURE REVIEW』創刊。同サイト内のオフィシャル・ブログ『lithium_blog』を連載。
- 2008年−2009年　日本建築学会機関誌：『建築雑誌』内のコーナー：『建築マンガ』を、様々な若手マンガ家の作画協力者として連載。
- 2008年−　藤井亮介との対談サイト：『FM 24.7』を開設。随時更新中。
- 2007年−　TEAM ROUNDABOUTのメンバーとして、建築界のフリーペーパー：『ROUND ABOUT JOURNAL』を定期的に発行。

## 著書
- 2011年『アーキテクト2.0 2011年以後の建築家像』彰国社（協同編著）
- 2009年『1995年以後--次世代建築家の語る現代の都市と建築』エクスナレッジ （協同編著）